# Parafia Narodzenia Najświętszej Maryi Panny w Chotkowie
Parafia Narodzenia Najświętszej Maryi Panny w Chotkowie – parafia rzymskokatolicka, terytorialnie i administracyjnie należąca do diecezji zielonogórsko-gorzowskiej, do dekanatu Żagań, w XV wiek. W parafii posługują księża diecezjalni. 